# 松原町 (碧南市)
松原町（まつばらまち）は、愛知県碧南市の地名。

## 地理
碧南市北部に位置する。北西は高浜市、北東は若水町、南西は島池町、南東は清水町に接する。

### 交通
- 愛知県道295号道場山安城線

## 歴史

### 沿革
- 1978年（昭和53年） - 碧南市西端の一部により、同市松原町が成立[2]。

### WEB
1. ↑  “愛知県碧南市の町丁・字一覧”.   人口統計ラボ. 2024年3月8日閲覧。
2. ↑  “読み仮名データの促音・拗音を小書きで表記するもの(zip形式) 愛知県” (zip).   日本郵便 (2024年2月29日). 2024年3月26日閲覧。
3. ↑  “市外局番の一覧” (PDF).   総務省 (2022年3月1日). 2022年3月22日閲覧。
4. ↑  “ナンバープレートについて”.   一般社団法人愛知県自動車会議所. 2024年1月21日閲覧。

### 書籍
1. 1 2  「角川日本地名大辞典」編纂委員会 1989, p. 1840.
2. ↑  「角川日本地名大辞典」編纂委員会 1989, p. 1254.